# Henri-André Legrand
Pour les articles homonymes, voir André Legrand, Henri Legrand (homonymie) et Legrand.
Henri-André Legrand (ou André Legrand) est un écrivain, scénariste, dialoguiste, producteur de cinéma français né le 10 février 1896 à Paris 3e et mort le 15 août 1985 à Cannes (Alpes-Maritimes).

## Biographie

### Jeunesse
De son vrai nom Henri-André Steigelmann, il naît le 10 février 1896 dans le 3e arrondissement de Paris de Charles Henri Steigelmann, fondé de pouvoir, et Louise Cécile Hirtz, sans profession. Il a un frère, Jean-René (1899-1959) qui deviendra réalisateur.
Il commence sa carrière cinématographique au début des années 1920, à l'époque du cinéma muet. Scénariste et dialoguiste de près d'une quarantaine de films jusqu'au début des années 1970, dont un grand nombre avec le réalisateur André Haguet, il coécrit notamment en 1943 avec Charles Exbrayat et Jean-Paul Sartre Tornavara de Jean Dréville. Il collabore parfois à des réalisations étrangères comme  Nuit d'orage (Noche de tormenta), film hispano-belge de Jaime de Mayora et Marcel Jauniaux en 1955.

### Vie privée
André Legrand épouse le 15 décembre 1944 l'actrice Lucienne Legrand (1920-2022). Le couple a un fils, Olivier, qui deviendra photographe sous le nom d'Olivier Steigel, avant de divorcer le 5 mars 1964.

## Filmographie

### En tant que scénariste et dialoguiste
- 1922 : Esclave de Georges Monca et Rose Pansini
- 1935 : Jonny, haute-couture de Serge de Poligny (scénariste)
- 1936 : Le Chant du destin de Jean-René Legrand (coscénariste)
- 1937 : Troïka sur la piste blanche ou Troïka rouge de Jean Dréville (scénariste et dialoguiste)
- 1937 : Maman Colibri de Jean Dréville (coscénariste avec André-Paul Antoine)
- 1938 : Les Nuits blanches de Saint-Pétersbourg de Jean Dréville (scénariste d'après Tolstoï)
- 1938 : Alexis gentleman chauffeur de Max de Vaucorbeil (dialogue)
- 1943 : Tornavara de Jean Dréville   (coscénariste avec Charles Exbrayat et Jean-Paul Sartre (coscénariste)
- 1949 : L'Inconnu d'un soir de Max Neufeld et Hervé Bromberger
- 1951 : L'Aiguille rouge d'Emil-Edwin Reinert (scénariste)
- 1952 : Procès au Vatican d'André Haguet (scénariste et dialoguiste)
- 1952 : Il est minuit, docteur Schweitzer d'André Haguet (adaptateur)
- 1954 : Les cloches n'ont pas sonné (Ungarische Rhapsodie) de Peter Berneis et André Haguet (scénariste)
- 1954 : Par ordre du tsar d'André Haguet (scénariste) - version française du précédent
- 1955 : Nuit d'orage (Noche de tormenta) de Jaime de Mayora et Marcel Jauniaux (scénariste)
- 1960 : Colère froide d'André Haguet et Jean-Paul Sassy (scénariste)

### En tant que producteur
- 1955 : Milord l'Arsouille d'André Haguet
- 1957 : La Roue de Maurice Delbez et André Haguet
- 1957 : Fernand clochard de Pierre Chevalier
- 1958 : Tabarin de Richard Pottier
- 1964 : Nick Carter va tout casser d'Henri Decoin